# MARINA (база данных)
MARINA – база данных и набор инструментов АНБ, используемые для анализа перехваченных в интернете метаданных. База данных может хранить в себе метаданные сроком до одного года. Согласно документам, раскрытых Эдвардом Сноуденом: «Приложение обработки метаданных MARINA отслеживает поведение пользователя в интернет браузере, собирает контактную информацию и создает сводки по цели» и «одной из отличительных особенностей, является способность MARINA использования данных за предшествующие 365 дней, которые доступны системе Радиоэлектронной разведки, вне зависимости от того были ли они собраны ранее.» [Акцент в оригинальном документе АНБ.] В большинстве случаев хранимые метаданные используются для анализа образа жизни. Лица, находящиеся в юрисдикции США, не исключаются из анализа, поскольку метаданные не признаются данными в соответствии с законодательством США (раздел 702 поправок 2008 года к Акту о негласном наблюдении за иностранными разведками (FISA)).
У MARINA существует полный аналог для телефонных сетей – MAINWAY.